# Собор святого Йосипа (Макапа)
Собор Святого Йосипа (порт. Catedral São José) — католицький храм у місті Макапа, штат Амапа, Бразилія. Кафедральний собор єпархії Макапи. Знаходиться на вулиці Av. General Gurjão, 588.
У 1949 в Макапі створена територіальна прелатура Макапи, яка в 1980 перетворена на єпархію буллою «Unius Apostolicae» римського папи Іваном Павлом II.
До 1996 собором єпархії Макапи був невеликий храм святого Йосипа, побудований в 1761 за проектом італійського архітектора Джузеппе Антоніо Ланді, який побудував в 1753 собор Пресвятої Діви Марії Благодати в Белені. У зв'язку з тим, що храм святого Йосипа через свої невеликі розміри наприкінці XX століття вже не міг вміщувати кількість вірян, що збільшилася, єпископ Джованні Ріссаті ухвалив рішення про будівництво нового кафедрального собору.
Будівництво нового собору перед цвинтарем Conceição почалося в 1996.
19 березня 2006, в День святого Йосипа, покровителя міста, відбулося освячення храму єпископом Педро Хосе Конті.